# 新機動戰記GUNDAM W
《新机动战记GUNDAM W》，是一部由日昇制作的日本机甲动画电视连续剧，是高达系列动画的第六部电视剧作品。本剧由池田成执导，隅泽克之统筹剧本，故事发生在“后殖民地纪元”世界中。与高达初始系列一样，《高达W》的剧情围绕着地球与其在地月系統中的轨道殖民地之间的未来（特别是在后殖民地历195年）展开的战争。
本剧在日本地面电视台朝日电视台上播出。首播始于1995年4月7日，到1996年3月29日结束，共播出49集。本剧之后有多部漫画改编以及動畫游戏衍生作品，其中包括了四集原創動畫錄影帶《无尽的华尔兹》是为本剧的续集。2010年，编剧隅泽克之开始创作轻小说《冰结的泪滴》作为该剧的另一部续集。本剧在日本获得了很多女性爱好者的支持，而在美国更是取得了巨大的成功，并由此在西方世界推广了高达系列作品。

## 概述
前作《机动武斗传G高达》的人气以年轻群体为中心，而本作中包括高达驾驶员在内的所有主角都被设定为美少年，媒体宣传也以女性为目标，也因此收获了不少女性成为爱好者。本作品是由Bandai Visual运作在线内容，被归入“动漫、机器人、美少年”类别类型，是第二部非宇宙世紀的高达系列作品。然而，据该系列的创作者隅泽克之介绍，本剧最初并不是为了吸引女性粉丝而制作的。本剧作为平成高达系列《机动武斗传G高达》、《新机动战记高达W》、《机动新世纪高达X》中最受欢迎的作品之一。次年，OVA《新机动战记高达W 无尽的华尔兹》问世，并发展成为包括电影版在内的多项媒体开发。
与其他高达系列一样，本剧故事的主要焦点依然是战争，但特别描绘了相关的策略和人性的各种冲突。

## 故事

### 背景
在遥远的未来，人类已经殖民了太空，在五个地月拉格朗日点建有太空殖民地集群。由于地面上的冲突，进入太空的移民增加，随着人口的减少，地面上的国家开始出现衰落的迹象。因此，在地球上各国纷纷联合起来组成了地球圈统一联合，试图对抗殖民地的影响。这个联盟以其庞大的军事力量压迫殖民地。后殖民地曆（A.C.）165年，各方成立了一个组织来调解联合与殖民地之间的冲突。希罗·尤尔被选为该组织的代表。他所提出的非暴力非武器的彻底和平主义虽然在殖民地和地面上都有支持者，但他还是在A.C.175年被暗杀。他的死使殖民地陷入混乱，联合派遣了特种部队（后来称为 OZ）旗下的机动战士部队参与了对殖民地的镇压，殖民地之间的通讯也因太空地雷而长期被切断。这迫使殖民地开始寻找其他和平之路。即使在地球上，像圣克王国这样支持希罗·尤尔思想的国家也被联盟的武装力量所蹂躏。这次暗杀也促使来自联合旗下特设组织OZ的五名心怀不满的科学家在原型机动战士托尔吉斯完成后纷纷选择叛逃至殖民地。

### 正片
A.C.195年，随着“流星作战”的开始：科学家们向OZ发起了复仇。该行动涉及五名十几岁的男孩，他们由五位科学家各自挑选和训练，然后分别驾驶极其先进的机动战士（由每位科学家设计的），被称为“高达”（之所以这样称呼是因为它们由一种罕见且极其耐用的材料制成，称为高达合金，这种材料只能在外太空制造），被送到地球上。这五架高达都是从不同的殖民地派出，但五名驾驶员之间并不知道彼此的存在。
该剧主要关注五名高达飞行员：希罗·尤尔（采用的是与已逝和平主义者相同的别名）、迪奥·马克斯韦尔、多洛华·巴顿、卡托鲁·拉贝巴·温纳以及张五飞。他们的任务是使用高达直接攻击OZ，消灭联合的武装力量，并将殖民地从其压迫统治下解放出来。本剧还重点关注和平主义者圣克王国的继承人莉莉娜·匹斯克拉福特，她在整个系列中成为高达驾驶员（特别是希罗）的重要政治盟友。

## 制作
《高达W》的制作受到《機動武鬥傳GGUNDAM》的影响，其创作理念也是有五位主要角色。最初，本剧以“流星行动”而命名为《高达流星》。万代建议拥有能够变身为类似飞机形态的高达（这导致了飞翼高达及其“飞鸟模式”的诞生）。编剧们花了一周时间构思角色、机动战士设计以及前40集的内容。导演池田成把他们在本剧中的工作与《0079》、《Z》以及《G》进行了比较。表示本剧更侧重于戏剧性而不是机甲，工作人员认为这是该节目在女性观众中受欢迎的原因之一。编剧隅泽克之表达了在故事创作方面的困难，与他在小说中的工作相比，这是因为他将责任转交给其他成员。然而，由于设定的关系，对五位角色的处理变得容易了。角色设计师村濑修功因导演池田成在《魔神英雄传》中的合作而被邀请对主角的早期草图进行进一步处理。导演希望本剧角色的设计能吸引女性观众。最初，迪奥·马克斯韦尔被设定为主角，但后来被希罗·尤尔取代。工作人员注意到希罗与之前的高达系列主角截然不同，并担心他会不受欢迎。因为氛围不同，声音配音比之前的系列更难做。
在系列动画结束后，由于其受欢迎程度，工作人员被制作公司要求制作续集。导演池田成以及执行制片人富冈秀行都没有打算为《高达W》制作续集。然而，随着剧情的结局，编剧隅泽克之感到突然的结束使他困扰。此时，富冈秀行询问隅泽克之是否可以编写续集时，后者同意了。

## 播映
本剧1995年4月7日在朝日电视台网下开始播映。在台湾，则由最早中视以《機動戰士－－鋼彈W》之名引入，于1997年7月7日起在工作日每天下午六点播出。在香港，由無綫電視以《新機動戰記》之名引入，1997年9月9日起逢星期二、四下午5:05於翡翠台播出，1998年3月5日播畢。
《高达W》并不是第一个在美国配音和发行的高达系列（原版《机动战士高达》的电影版，以及OVA《口袋里的战争》和《星尘的回忆》，比本剧早大约两年登陆美国市场）。但本剧却是第一部在美国电视上播出的高达系列作品。本剧的英语配音由日昇工作室授权，配音工作由Ocean Productions完成。本剧于2000年3月6日开始在美国卡通频道和Toonami上播出，标题为《Mobile Suit Gundam Wing》。在本剧美国首播前的首个长版预告片中，的配音演员彼得·庫倫现身讲述了故事背景，这成功唤起了观众对于开场字幕的记忆。据说这个预告片引人入胜，以至于万代此后决定将其作为本剧的官方预告片。由于万代娱乐公司的关闭，高达系列作品曾一度停止在北美的发行。2014年10月11日，在纽约漫画展会议上，日昇制作社宣布将从2015年春季开始通过Right Stuf Inc.在北美发行所有的高达系列作品，其中就包括《高达W》。Right Stuf公司在2017年11月以蓝光和DVD的形式，分两批发行了本剧。

## 收視率與市場反映
《高达W》在日本首播时取得了4.35％的平均收視率，并在日本《Animage》杂志1996年举办的Anime Grand Prix大奖中的获得第二名，以及2001年最佳100動畫的第76名。本剧在同人志群体中也十分出名，同人志作者们都热衷于描绘几位主角之间的浪漫关系。
《高达W》在北美取得了更大的成功，动画新闻博客约翰·奥普利格 (John Oppliger) 称赞本作凭一己之力在美国观众中普及了高达系列。本剧于2000年3月在美国的卡通频道首播一周多后，就成为全年龄段收视率最高的电视节目。2000年夏天，该剧在Toonami每周播出12次，在儿童和青少年中排名第一或第二，不仅是Toonami收视率最高的剧集，而且是整个卡通网络收视率最高的剧集。《高达W》被IGN评为最佳动画系列第73位，称该系列“非常出色，即使是那些反对动画的人也必须给予该剧应有的认可”。

## 相关作品
1997年日昇工作室制作了一部名为《新机动战记高达W 无尽的华尔兹》的三集OVA作为本剧的续集。从情节上讲，这部OVA延续了“后殖民地纪元”时间线。这部OVA因其由角木肇重新设计的所有高达机体而备受瞩目，例如飞翼零式高达的“天使翅膀”外观。《无尽的华尔兹》的电影版本（包括额外的镜头、新的配乐以及不同的结尾）于1998年8月1日在日本发行。《无尽的华尔兹》于2000年11月10日在美国的卡通频道首播。《无尽的华尔兹》的OVA和电影版本后来一同以DVD格式发行。Right Stuf于2017年12月引进并发布了OVA的蓝光和DVD版本。

## 外部連結
动漫主题
- （日語）新機動戦記ガンダムＷ （页面存档备份，存于） 日本動畫官方網站